# NGC 4961
NGC 4961 est une galaxie spirale barrée située dans la constellation de la Chevelure de Bérénice. Sa vitesse par rapport au fond diffus cosmologique est de 2 799 ± 19 km/s, ce qui correspond à une distance de Hubble de 41,3 ± 2,9 Mpc (∼135 millions d'al). NGC 4961 a été découverte par l'astronome germano-britannique William Herschel en 1785. Cette galaxie a aussi été observée par l'astronome prussien Heinrich Louis d'Arrest le 23 avril 1865 et elle a été inscrite au New General Catalogue sous la cote NGC 4960.
La classe de luminosité de NGC 4961 est III-IV et elle présente une large raie HI.
En raison d'une brillance de surface égale à 14,21 mag/am2, on peut qualifier NGC 4961 de galaxie à faible brillance de surface (LSB en anglais pour low surface brightness). Les galaxies LSB sont des galaxies diffuses (D) avec une brillance de surface inférieure de moins d'une magnitude à celle du ciel nocturne ambiant.
À ce jour, 14 mesures non basées sur le décalage vers le rouge (redshift) donnent une distance de 39,436 ± 10,251 Mpc (∼129 millions d'al), ce qui est à l'intérieur des valeurs de la distance de Hubble.

## Identification de NGC 4961
Les bases de données Simbad et HyperLeda identifient NGC 4960 à la galaxie PGC 45312. La base de données NASA/IPAC mentionne que l'identification de NGC 4961 à NGC 4960 est incertaine.

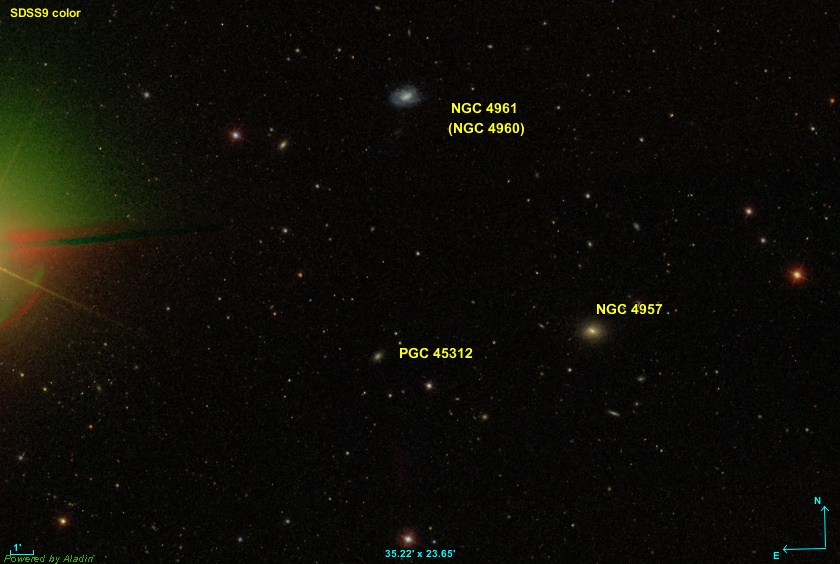
Simbad et HyperLeda identifient PGC 45312 comme étant NGC 4960.

## Supernova
La supernova SN 2005az a été découverte le 28 mars 2005 par Robert Quimby et son équipe dans le cadre du projet Texas Supernova Search (en) de l'observatoire McDonald de l'université du Texas à Austin. Cette supernova était de type Ic.